# 久托格
久托格（Jutogh），是印度喜马偕尔邦Shimla县的一个城镇。总人口2417（2001年）。

## 人口
该地2001年总人口2417人，其中男性1652人，女性765人；0—6岁人口236人，其中男130人，女106人；识字率85.44%，其中男性为90.07%，女性为75.42%。